# Jan Ramsauer
Jan Ramsauer (* 7. Dezember 1975) ist ein ehemaliger Schweizer Radrennfahrer.
Jan Ramsauer begann seine Radsport-Karriere als Cyclocross- und Strassenrennfahrer. 1999 gewann er das Cyclocross-Rennen Porsche Pro Open vor dem ehemaligen belgischen Weltmeister Danny De Bie. Bei zahlreichen weiteren Querfeldeinrennen belegte er vordere Plätze, 2002 wurde er Schweizer Vize-Meister in dieser Disziplin und 2004 Dritter. 2001 belegte er den dritten Platz in der Gesamtwertung des luxemburgischen Etappenrennens Flèche du Sud, 2002 belegte er beim selben Rennen Platz zwei.
Im Dezember 2002 wurde Ramsauer der Start zum Weltcuprennen im Querfeldein im belgischen Kalmthout verweigert, da bei ihm ein zu hoher Hämatokritwert festgestellt worden war. Dem Reglement zufolge musste er eine zweiwöchige Rennpause einlegen.
Ab 2003 fuhr Ramsauer zusätzlich Steherrennen und wurde Zweiter der Schweizer Meisterschaft. 2004, 2005 und 2008 errang er den Schweizer Meistertitel der Steher. Ende 2008 beendete er seine Radsport-Laufbahn im Rahmen des Zürcher Sechstagerennens.